# Sardhana (ciutat)

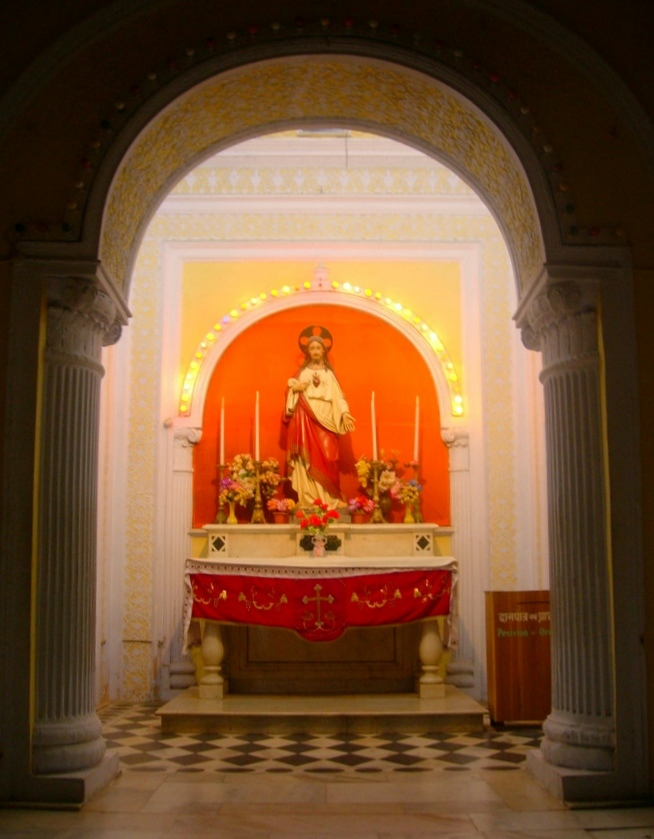
Interior de la basílica de Nostra Senyora de les Gràcies a Sardhana.

Sardhana és una ciutat i municipi del districte de Meerut a Uttar Pradesh. Es troba a uns 20 km de Meerut i a uns 85 de Delhi. Consta al cens del 2011 amb 58.290 habitants.
Fou capital del principat de Sardhana (1777-1836). Fou, després, capital del tehsil del mateix nom al districte de Meerut; i el 1901 tenia 12.467 habitants (el 1881 eren 13.313 a la ciutat i 152.422, al tehsil). La municipalitat es va formar el 1883.